# Nuphar
Genre
Classification phylogénétique
Nuphar est un genre de plantes à fleurs de la famille des Nymphéacées. C'est l'un des genres de nénuphars, qui sont des plantes aquatiques, avec une répartition dans l'hémisphère nord.
Certaines espèces étaient consommées et présentent un intérêt médicinal.

## Liste des espèces
- Nuphar advena (Aiton) W.T.Aiton
  - Nuphar advena subsp. advena
  - Nuphar advena subsp. orbiculata (Small) Padgett
  - Nuphar advena subsp. ozarkana (G.S.Mill.& Standl.) Padgett
  - Nuphar advena subsp. ulvacea (G.S.Mill.& Standl.) Padgett
- Nuphar japonica DC.
- Nuphar lutea (L.) Sm. - Nénuphar jaune
- Nuphar microphylla (Pers.) Fernald
- Nuphar polysepala Engelm.
- Nuphar pumila (Timm) DC.
  - Nuphar pumila subsp. oguraensis (Miki) Padgett
  - Nuphar pumila subsp. pumila
  - Nuphar pumila subsp. sinensis (Hand.-Mazz.) Padgett
- Nuphar ×rubrodisca Morong (Nuphar microphylla × Nuphar variegata)
- Nuphar sagittifolia (Walter) Pursh
- Nuphar ×saijoensis (Shimoda) Padgett (Nuphar japonica × Nuphar pumila)
- Nuphar ×spenneriana Gaudin (Nuphar lutea × Nuphar pumila)
- Nuphar variegata Engelmann ex Durand[2]